# Dschamil Mardam

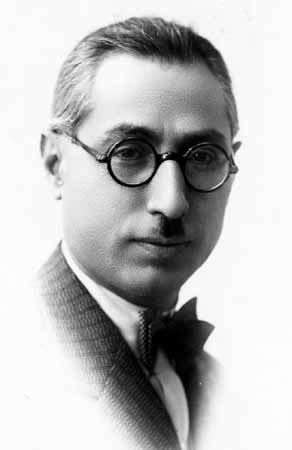
Dschamil Mardam Bey

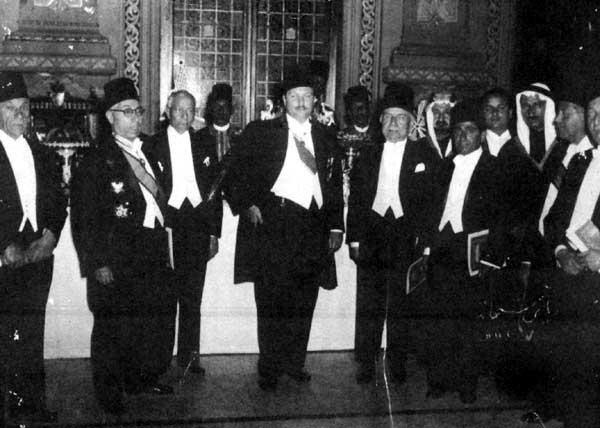
Ein von König Faruq abgehaltenes Banquet Ägyptens beim Abdeen-Palast in Kairo 1945.

Dschamil Mardam Bey (arabisch جميل مردم بك; * 1893 in Damaskus, Osmanisches Reich; † 30. März 1960 in Kairo, Ägypten) war ein osmanisch-arabischer Freischärler und syrischer Politiker, der als zweimaliger Ministerpräsident, Außenminister, Verteidigungsminister, Innenminister sowie Gesundheitsminister diente.

## Leben
Dschamil Mardam wurde 1893 in Damaskus im damaligen Osmanischen Reich in eine aristokratische sunnitisch-muslimische Familie hineingeboren. Er stammt von dem osmanischen General, Staatsmann und Großwesir Lala Kara Mustafa Pascha ab. Mardam studierte an der Schule für Politische Wissenschaften in Paris.

### Politik
Noch während seines Studiums in Paris 1911, schloss er sich mit mehreren anderen Studenten der Al-Fatat an, eine Gruppierung, die die Einigkeit des Osmanischen Reiches anstrebte, jedoch im Rahmen der Gleichberechtigung von Arabern und Türken. 1913 wirkte er bei der Organisation des Arabischen Kongresses mit, welcher sich um Reformen innerhalb des Osmanischen Reiches bemühte.
Während des Ersten Weltkrieges verschärfte sich die Osmanische Herrschaft in Syrien, was die Hoffnungen der Al-Fatat fortwährend untergrub, weiter in einem gesamtosmanischen Rahmen operieren zu können. Im Zuge dessen konzentrierte sich Dschamil Mardam Bey und die Al-Fatat nun nicht mehr der Zusammenarbeit innerhalb des Osmanischen Reiches, sondern der Befreiung der Arabischen Gebiete von der Osmanischen Herrschaft.
Im Jahre 1916 arbeitete er für den bewaffneten Aufstand von Hussein ibn Ali gegen die osmanische Herrschaft mit. Er wurde zum Tode verurteilt, aber es gelang ihm zu fliehen und sich zu verstecken. 1918 kehrte er nach Syrien zurück und beteiligte sich an der Seite von Faisal I. in der Delegation an der Pariser Friedenskonferenz. Bey war Mitglied des syrischen Nationalkongresses 1919 in Damaskus, welcher über die Einheit Syriens und eine mögliche Abspaltung Palästinas tagte, eine Entscheidung, welche sinnlos war, angesichts der vorher getroffenen Abkommen zwischen Frankreich und Großbritannien.
1920 wurde Syrien vom nationalen Kongress zum Königreich Syrien erklärt, mit Faisal I. als Monarch. Dschamil Mardam Bey wurde im Zuge der Regierungsbildung zum Stellvertretenden Außenminister ernannt. Nach dem Sturz von Faisal I. und der Zerschlagung des Königreichs Syrien durch die nunmehr französischen Behörden wurde Dschamil Mardam Bey am 24. Juli 1920 erneut zum Tode verurteilt. Er flüchtete nun nach Jerusalem ins britische Völkerbundsmandat für Palästina und wartete dort, bis 1921 im französischen Völkerbundmandat in Syrien eine Amnestie für ihn erklärt wurde.
Er schloss sich darauf Untergrundbewegungen an, welche das Ziel hatten, die französische Herrschaft zu schwächen und sich im Zuge dessen in der Bevölkerung zu vernetzen, um organisierten Widerstand gegen die Franzosen aufzubauen. Im April 1922 kam es zu einer Reihe von Festnahmen bei Demonstrationen in Damaskus. Auch Dschamil Mardam Bey wurde aufgespürt und musste ins Exil nach Europa gehen, bis 1924 Amnestien von Frankreich erlassen wurden und er nach Syrien zurückkehren konnte.
1925 führte eine Lockerung der politischen Beschränkungen zur Bildung von Parteien, was auch Dschamil Mardam Bey nutzte und die People’s Party gründete, welche sich aus Beiträgen wohlhabenderer Mitglieder, oder syrischen Emigranten.
Juli 1925 beteiligte sich die People’s Party an der Revolte gegen die Franzosen mit einem geplanten Marsch auf Damaskus, der jedoch Fehlschlug und zum Haftbefehl der Franzosen gegen die nationalistischen Rebellen führte. Um dem zu entgehen, floh Dschamil Mardam Bey nach Jabal Drusen zurück, wo sie eine Provisorische Regierung zusammenstellten.
Nach der Niederschlagung der Revolte 1927 durch die Franzosen, floh Mardam Bey nach Haifa, wo er von den Briten festgenommen und an die Franzosen ausgeliefert wurde. Er verbrachte daraufhin ein Jahr als Verbannter auf der Insel Arwad, bevor er im Rahmen einer Generalamnestie zurückkehren konnte.
Nach seiner Rückkehr trat er 1927 dem Nationalen Block bei, einer anti-französischen Bewegung. Ziel des Blocks war die nationale Unabhängigkeit Syriens von Frankreich durch diplomatische Handelsweisen. Mardam Bey war ständiges Mitglied des Exekutivrats des Nationalen Blocks.
1928 wurde Bey zum Mitglied der Verfassungsgebenden Versammlung gewählt, welche jedoch von den Franzosen aufgehoben und entlassen wurde. Nachdem die Franzosen 1932 Vertragsbereitschaft erklärten, trat Bey den Posten des Finanzministers an, legte diesen jedoch wieder, als klar wurde, dass die Franzosen keineswegs an der Beendigung des Mandats über Syrien interessiert waren.
Ein weiterer französischer Versuch einer Vertragsaufzwingung scheiterte an Bey, der es geschafft hatte, eine Mehrheit gegen den Vertrag zu gewinnen.
1934 war Bey außenpolitisch bei der Aushandlung und Vermittlung im Krieg zwischen Jemen und Saudi-Arabien involviert, was im Vertrag von Ta’if mündete.
Weitere gescheiterte Verhandlungen über die Unabhängigkeit führten massenweise Verhaftungen, insbesondere im nationalistischen Parteienblock durch. Dies führte zu einer schlechten außenpolitischen Reputation Frankreichs, sodass Verhandlungen über die Unabhängigkeit Syriens wieder aufgenommen wurden. Mardam Bey befand sich unter der Delegierung, welche nach Paris reiste, um den Vertrag auszuhandeln. Diese Verhandlungen dauerten bis in das Jahr 1936 an, nachdem die Delegation nach Syrien zurückkehrte. Nach einem klaren Wahlsieg des nationalen Blocks ratifizierte das syrische Parlament den Vertrag am 27. Dezember 1936 und Dschamil Mardam Bey wurde beauftragt, eine Regierung zu bilden.
Probleme traten auf, als Frankreich sich bei der Ratifizierung des Vertrags Zeit ließ. Weitere große Probleme waren eine schwächelnde Wirtschaft, Separatistenbewegungen, der Aufstand in Palästina 1936, schlechte Ernten und eine hohe Arbeitslosigkeit. 1937 reiste Mardam Bey nach Paris, um die Ansprüche der Türkei auf Alexandretta zu diskutieren, seine Generalamnestie zu erwirken und die Ratifizierung des noch immer nicht bestätigten Vertrages zu erwirken.
Bey erreichte jedoch nur die Amnestie, sowohl die Abgabe Alexandrettas an die Türkei, als auch die Nicht-Ratifizierung des Vertrages konnten nicht verhindert werden, wodurch die syrischen Unabhängigkeitsbemühungen umsonst schienen.
Am 23. Februar 1939 reichte Bey seinen Rücktritt ein, der Nationale Block folgte einen Monat später, da er sich nicht an der Macht halten konnte.

### Syrien im Zweiten Weltkrieg und Unabhängigkeit
Nach der französischen Niederlage 1940 blieb Syrien zunächst unter dem Vichy-Regime. Am 8. Juni 1941 jedoch überfielen Briten und Freie Franzosen im Rahmen der Operation Exporter Syrien und den Libanon, in dessen Rahmen das Mandat über Syrien abgezogen wurde, d. h. de facto wurde die Unabhängigkeit erreicht. 1943 dominierte der Nationale Block erneut in den Wahlen und Dschamil Mardam Bey wurde zum Außenminister der neuen Regierung ernannt. 1944 folgten die Ämter des Wirtschafts- und des Verteidigungsministers, sowie Stellvertreter des Premierministers. Alle Ämter behielt er bis August 1945.
1944 folgte Bey dem libanesischen Vorbild und übertrug die Mehrheit der französischen Verwaltungsbefugnisse auf Syrien. Die komplette Unabhängigkeit vollzog sich nur unter bewaffnetem Widerstand der Franzosen, welcher nach dem Eintreffen britischer Truppen beendet werden konnte. Dies erschwerte den Franzosen, sich in Syrien und dem Libanon zu behaupten. Nachdem eine Einigung erzielt worden war, wurden sowohl britische als auch französische Truppen am 15. April 1946 endgültig abgezogen. Der 17. April wurde zum syrischen Nationalfeiertag erklärt.

### Politik und Leben nach der Unabhängigkeit Syriens
Dschamil Mardam Bey diente ab Oktober 1945 bis Oktober 1946 als syrischer Vertreter in Kairo und Riad und leitete dort den Rat der Arabischen Liga. Später im Jahre 1946 wurde er in das Ministerpräsidentenamt berufen und aufgefordert, eine Regierung zu bilden.
Später bekleidete er das Amt des Verteidigungsministers, welches er jedoch nach der Niederlage der Arabischen Streitkräfte in Palästina niederlegte.
Er zog nach seiner Amtsniederlegung nach Kairo, wo er am 30. März 1960 starb. Er wurde in Damaskus beigelegt.